# 南政善
南 政善（みなみ まさよし 1908年5月3日 - 1976年4月28日）は、日本の洋画家。人物画を得意とした。

## 経歴
1908年（明治41年）5月3日、石川県羽咋郡志加浦村川尻（現・志賀町川尻）に生まれる。1935年（昭和10年）、東京美術学校油画科卒業。在学中には藤島武二に師事し、卒業の年に第二部会に出品して以降、官展、光風会展などに出品。1939年（昭和14年）の文展では「赤いチョッキ」で特選を受賞する。
第二次世界大戦中は中国への取材旅行を通じて戦争画も手掛けるようになり、1942年（昭和17年）の第二回聖戦美術展では「砲列布置」で陸軍大臣賞、「輸送船団」で海軍大臣賞を受賞した。
戦後は光風会の同志で交流のあった朝井閑右衛門、井手宣通、伊藤悌三、大河内信敬、須田剋太らとともに新樹会を創立。その後も日展、光風会展に出品を続けて日展評議員も務めた。1965年（昭和40年）の日展出品作「青衫の女」は文部大臣賞を受賞した。
1976年（昭和51年）4月28日、渋谷の東急文化会館内で会食中、心筋梗塞の発作を起こして死去。68歳。